# Sân vận động Amahoro
Sân vận động Amahoro (tiếng Kinyarwanda: Stade Amahoro; tiếng Pháp: Stade Amahoro; tiếng Rwanda nghĩa là "Sân vận động Hòa bình"), tên chính thức là Sân vận động Quốc gia Amahoro, là một sân vận động đa năng ở quận Gasabo của Kigali, Rwanda. Với sức chứa 30.000 người, đây là sân vận động lớn nhất ở Rwanda. Sân là nơi tổ chức các trận đấu bóng đá, các buổi hòa nhạc và các sự kiện công cộng. Các câu lạc bộ bóng đá Armée Patriotique Rwandaise F.C. và Rayon Sports F.C. là những người thuê sân. Địa điểm này đôi khi cũng được sử dụng cho bóng bầu dục liên hiệp.
Trong nạn diệt chủng Rwanda năm 1994, nơi đây tạm thời là một "Địa điểm được bảo vệ của Liên Hợp Quốc" có tới 12.000 người tị nạn, chủ yếu là người Tutsi.

## Lịch sử

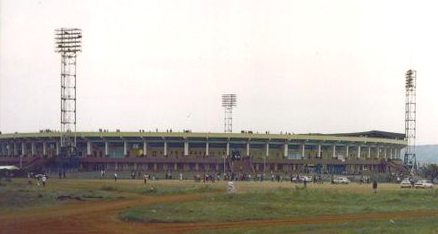
Sân vận động Amahoro năm 2003

Sân vận động được xây dựng bởi Tổng công ty Xây dựng Công trình Dân dụng Trung Quốc, với chi phí 21 triệu đô la Mỹ. Việc xây dựng bắt đầu vào tháng 3 năm 1984, và hoàn thành vào tháng 1 năm 1989.
Năm 1990, Nội chiến Rwanda nổ ra giữa Mặt trận Yêu nước Rwanda (RPF), một nhóm phiến quân Tutsi, và lực lượng chính phủ của Tổng thống Juvénal Habyarimana. Chiến tranh kết thúc vào năm 1993 với việc ngừng bắn và ký kết Hiệp định Arusha, mang lại cho RPF các vị trí trong Chính phủ chuyển tiếp trên cơ sở rộng (BBTG) và quân đội quốc gia, đồng thời cung cấp cho lực lượng gìn giữ hòa bình của Liên Hợp Quốc. Lực lượng này được gọi là Phái đoàn Hỗ trợ của Liên Hợp Quốc cho Rwanda (UNAMIR), và do tướng người Canada Roméo Dallaire đứng đầu. Trụ sở ban đầu của UNAMIR là ở Khách sạn Mille Collines, nhưng khách sạn hạng sang này không chào đón sự hiện diện của binh lính, và Dallaire nhanh chóng tìm một địa điểm thay thế; sau một số ngày tìm kiếm, UNAMIR chọn Sân vận động Amahoro, nơi đủ rộng tổ chức cả một tiểu đoàn binh lính. Trụ sở chính được khai trương vào ngày 17 tháng 11 năm 1993, với một buổi lễ chính thức có sự tham dự của Dallaire và Tổng thống Habyarimana.
Việc ngừng bắn kết thúc đột ngột vào ngày 6 tháng 4 năm 1994 khi máy bay của Habyarimana bị bắn rơi và ông đã thiệt mạng; vụ ám sát đóng vai trò là chất xúc tác cho cuộc diệt chủng Rwanda, bắt đầu trong vòng vài giờ. Chính phủ lâm thời bắt đầu tàn sát người Tutsi và người Hutu ôn hòa về mặt chính trị, trong các cuộc tấn công được lên kế hoạch kỹ lưỡng trên khắp đất nước. Thường dân Tutsi bắt đầu tìm nơi ẩn náu trong các cơ sở của Liên Hợp Quốc, và hàng nghìn người tị nạn tập trung bên trong Sân vận động Amahoro.

### Tác phẩm được trích dẫn
- Dallaire, Roméo (2005). Shake Hands with the Devil: The Failure of Humanity in Rwanda. London: Arrow. ISBN 9780099478935.
- Moore, Jonathan (1998). Hard Choices: Moral Dilemmas in Humanitarian Intervention. Rowman & Littlefield Limited. ISBN 9780847690312.
- Prunier, Gérard (1999). The Rwanda Crisis: History of a Genocide (ấn bản thứ 2). Kampala: Fountain Publishers Limited. ISBN 9789970020898.

Bản mẫu:Kigali